# Ophiusa salmus
Ophiusa salmus là một loài bướm đêm trong họ Erebidae.